# Ourapteryx multistrigaria
Ourapteryx multistrigaria är en fjärilsart som beskrevs av Walker 1866. Ourapteryx multistrigaria ingår i släktet Ourapteryx och familjen mätare. Inga underarter finns listade i Catalogue of Life.